# The Hurt Business
The Hurt Business (estilizado en pantalla como THE HURT BUSINE$$) es una película documental estadounidense de 2016 sobre las artes marciales mixtas, su historia y su ascenso de un evento marginal estigmatizado a un deporte convencional. Está dirigida por Vlad Yudin y narrada por Kevin Costner.
Su primer tráiler fue lanzado el 7 de julio de 2016.

## Participantes
- Luke Adams
- Ben Askren
- Josh Barnett
- Charles Bernick
- Bruce Buffer
- Donald Cerrone
- Michael Chandler
- Scott Coker
- Bill Cole
- Daniel Cormier
- Randy Couture
- Rachael Cummins
- Clint Santiago Dahl
- Robert Emerson
- Rashad Evans
- Urijah Faber
- Patricia Fahy
- Kenny Florian
- Don Frye
- Howard Gelb
- Gary Goodridge
- Rorion Gracie
- Mike Guymon
- Nicole Guymon
- Rosa Delia Guymon
- Ariel Helwani
- Jay Hieron
- Michael Hutchison
- Scott Ispirescu
- Jon Jones
- Shannon Knapp
- Kimo Leopoldo
- Chuck Liddell
- Jason Manly
- Alan Marcus
- Israel Martinez
- Ian McCall
- "Big" John McCarthy
- Justin McCully
- Sara McMann
- King Mo
- Phil Nurse
- Robert Oristaglio
- Tito Ortiz
- Rory Ransom
- Glenn Robinson
- Luke Rockhold
- Ronda Rousey
- Bas Rutten
- Matt Serra
- Ken Shamrock
- Danny Shulmann
- Tyrone Spong
- Georges St-Pierre
- Phil Steck
- Fabricio Werdum
- Vernon Williams
- Michelle Waterson
- Angela Lee

## Lanzamiento

### Respuesta crítica
En Rotten Tomatoes, la película no posee una puntuación de los críticos, mientras posee una puntuación de audiencia del 37 %.
Una reseña de The Hollywood Reporter lo describió como «una introducción dispersa que ofrece algo de historia y presenta a algunos de los jugadores que actualmente son importantes en la escena, pero difícilmente inspira a un espectador desinteresado a dejar todo y configurar el DVR para la próxima pelea de UFC. Algunos fieles fanáticos de las peleas pueden unirse por las reservas teatrales del documental, pero incluso en VOD, promete decepcionar a la mayoría para quienes los nombres Jon Jones y Sara McMann significan algo».